# 阿尔·巴特勒
埃尔伯特·J·“阿尔”·巴特勒（英語：Elbert J. Butler，1938年7月9日—2000年7月12日），美国NBA联盟前职业篮球运动员。他在1961年的NBA选秀中第2轮第8顺位被波士顿凯尔特人选中。死于癌症。